# Cublac
Cublac ist eine  französische Gemeinde im Département Corrèze in der Region Nouvelle-Aquitaine. Sie gehört zum Arrondissement Brive-la-Gaillarde und zum Kanton Saint-Pantaléon-de-Larche. Die Bewohner nennen sich Cublacois.

## Geografie und Infrastruktur
Cublac befindet sich im Bereich des Zentralmassivs auf ungefähr 300 m Nachbargemeinden sind Brignac-la-Plaine im Norden, Mansac und Saint-Pantaléon-de-Larche im Osten, Terrasson-Lavilledieu im Süden und Villac im Westen.
Im Süden bildet die Vézère teilweise die Grenze zu Terrasson-Lavilledieu. An der östlichen Gemeindegrenze mündet die Logne in die Vézère. In dieser Gemeinde und in Mansac befinden sich die nächsten Bahnhöfe. Die Autoroute A89 tangiert Cublac im Nordosten.

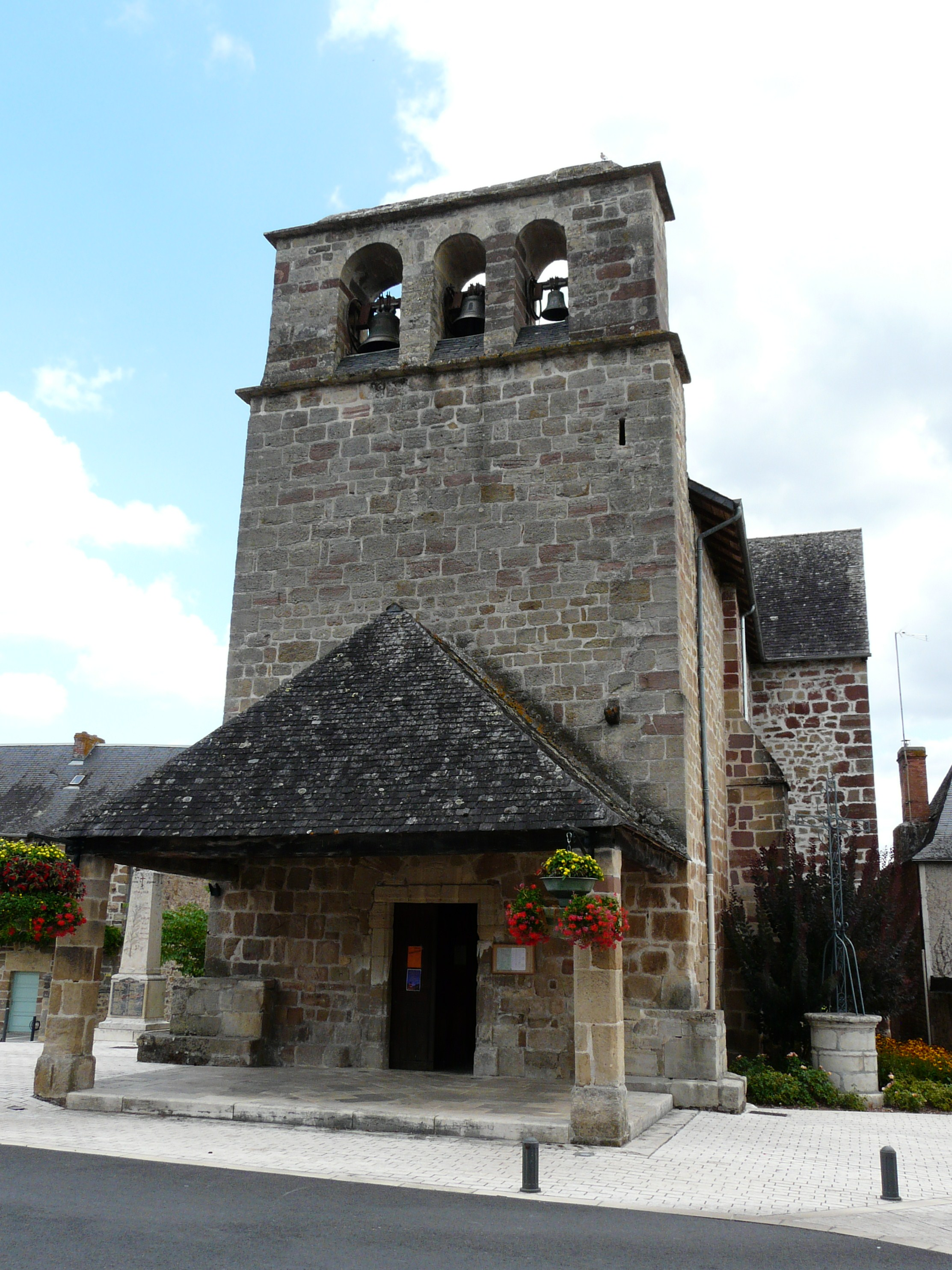
Kirche Saint-Barthélemy

## Bevölkerungsentwicklung
| Jahr      | 1962 | 1968 | 1975 | 1982 | 1990 | 1999 | 2008 | 2016 |
| --------- | ---- | ---- | ---- | ---- | ---- | ---- | ---- | ---- |
| Einwohner | 1021 | 1062 | 1132 | 1377 | 1560 | 1515 | 1670 | 1674 |